# Chenal Buffon
Der Chenal Buffon (französisch) ist eine Meerenge im Géologie-Archipel vor der Küste des ostantarktischen Adélielands. Sie trennt die Pétrel-Insel im Westen von den Buffon-Inseln und der Lamarck-Insel im Osten.
Französische Wissenschaftler benannten sie 1977 vermutlich in Anlehnung an die Benennung der benachbarten Inselgruppe. Deren Namensgeber ist der französische Naturforscher Georges-Louis Leclerc de Buffon (1707–1788).